# Цитата из Библии
«Цитата из Библии» (англ. BibleQuote) — бесплатная программа для работы с библейскими текстами. Изначально разрабатывалась под ОС Windows, может функционировать и в Linux через Wine.
Интерфейс «Цитаты из Библии» в настоящее время переведён на семь языков: русский, украинский, белорусский, английский, немецкий, испанский и румынский. Поддерживается простая пользовательская локализация для других языков. Сейчас[когда?] интерфейс переводится на польский.

## Возможности
Программа облегчает работу с библейскими текстами, посредством подключения различного словарно-справочного материала, комментариев и толкований. В её стандартный комплект поставки включены Лексиконы Стронга, словари Брокгауза, Вихлянцева и тематический словарь NIV/Zondervan. Дистрибутив также содержит комментарии из Новой Женевской Библии и комментарии Баркли к Новому Завету, базу параллельных мест (перекрёстных ссылок), основанную на Treasury of Scripture Knowledge.
Программа позволяет использовать одновременно несколько десятков переводов Библии на разных языках мира (для сравнения и изучения). «Цитата из Библии» включает в себя тексты на греческом языке (Новый Завет) и иврите (Ветхий Завет), а также вспомогательную литературу (справочники, энциклопедии, словари, толкования, христианскую богословскую литературу, художественные книги и т. д.).
В программе имеется также внутренний редактор текстов, позволяющий оставлять собственные заметки, связанные с тем или иным текстом.
Благодаря своей простой расширяемости (пополняемости), программа «Цитата из Библии» может служить в качестве универсальной программы-библиотекаря, в этом качестве её привлекательнось увеличивает некоммерческий статус программы. 

### Создание модулей
Содержимое программы может быть существенно дополнено при помощи специальных модулей-книг, которые разрабатываются вручную теми, кто знаком с элементарными принципами веб-редактирования (без необходимости специальных знаний). Модуль представляет собой пакет HTML-файлов, удовлетворяющих требованиям к форматированию модуля BQT и специальный текстовый файл описания модулей-книг. 
Создателями модулей могут быть все желающие пополнить базу модулей и владеющие техникой генерирования модулей . Для этой цели Олегом Дорошенко была специально написана программа генерирования модулей.
Также сторонними разработчиками создаются словари (индексированные HTML-файлы) и комментарии к программе.

## Применение
Программа «Цитата из Библии» используется в процессе преподавания Священного Писания в ряде духовных учебных заведений. Так, она входит в список программного обеспечения, рекомендованного кафедрой библеистики Московской православной духовной академии. Одним из христианских учебных заведений, не только активно использующих «Цитату…», но и распространяющих модули для неё, является Московская семинария евангельских христиан. Программа также служит одним из базовых рабочих инструментов в Сообществе славянской типографики, занимающемся разработкой инструментов и стандартов для воспроизводства и хранения греко-славянской письменной традиции электронными средствами.

## Варианты и разработка программы
Исходный код программы «Цитата из Библии» написан на языке Delphi, последняя версия поддерживает Юникод.
Имеются версии «Цитаты из Библии» для мобильных платформ PocketPC и Palm OS, для смартфонов Android и Blackberry. 
Разрабатывается версия для iPhone и Mac.
Новая версия называется InterBiblia, которая будет использовать базы данных и будет кроссплатформенная. По новому принципу будет развиваться и версия под Android.